# 克罗伊茨韦特海姆
克罗伊茨韦特海姆（德語：Kreuzwertheim，發音：[kʁɔʏtsˈveːɐ̯thaɪm] ⓘ）是德国巴伐利亚州下弗兰肯行政区美因-施佩萨特县的市镇，面积19.98平方千米，2023年12月31日人口为3,944人。